# Dwór w Zawierciu-Bzowie
Dwór w Zawierciu-Bzowie – pochodzący z I. połowy XIX wieku budynek dworski, znajdujący się w Bzowie - dzielnicy Zawiercia. Obecnie obiekt pełni funkcją mieszkalną.

## Historia i architektura
Powstanie dworu datowanie jest na I połowę XIX wieku, choć na jednej z belek użytych do konstrukcji znajduje się data "1738", co sugeruje wcześniejsza budowę. Obiekt został przebudowany w 1914 roku, natomiast podczas II wojny światowej uległ znacznemu zniszczeniu, wskutek czego - po odbudowie - obecny wygląd odbiega od pierwotnego. Brak jest informacji o jego właścicielach, niemniej sam Bzów łączony jest z rodziną Janotów Bzowskich herbu Ostoja.
Dwór jest budynkiem parterowym, krytym dwuspadowym dachem, wzniesionym jest na rzucie prostokąta z przybudówką dawnej kuchni. Jego frontowa elewacja jest wsparta na sześciu kolumnach, a wejście flankowane jest półkolumnami na postumentach. W pobliżu znajdują się pozostałości czworaków.